# Bous-Waldbredimus
Bous-Waldbredimus (en luxembourgeois : Bous-Waldbriedemes) est une commune luxembourgeoise située dans le canton de Remich.

## Géographie

### Sections de la commune
- Assel
- Bous
- Erpeldange
- Ersange
- Roedt
- Rolling
- Trintange
- Waldbredimus

## Histoire
La commune est créée le 1er septembre 2023 de la fusion des communes de Bous et de Waldbredimus.